# Swertia pseudohookeri
Swertia pseudohookeri är en gentianaväxtart som beskrevs av H. Smith. Swertia pseudohookeri ingår i släktet Swertia och familjen gentianaväxter. Inga underarter finns listade i Catalogue of Life.